# De fyras tecken
De fyras tecken (engelska: The Sign of (the) Four) är den andra av fyra romaner om Sherlock Holmes, skriven av Sir Arthur Conan Doyle, ursprungligen publicerad 1890 i Lippincott's Monthly Magazine.

## Handling
Utspelar sig 1887. Liksom romanerna En studie i rött och Fasans dal är romanen tvådelad, där första delen handlar om hur Sherlock Holmes och Dr Watson löser fallet i England, och andra delen är en bakgrundshistoria ur mördarens synpunkt. 
Skatten från Agra finns i bakgrunden i en djävulsk komplott av mord och bedrägeri. Sherlock Holmes jagar i London Jonathan Small, en av "De fyra". Bokens andra del utspelar sig i koloniala Indien.

## Filmatisering
De fyras tecken har filmatiserats drygt tio gånger, Sherlock Holmes gestaltas bland annat av Vasilij Livanov (1983) och Jeremy Brett (1987).